# 仁木家住宅洋館

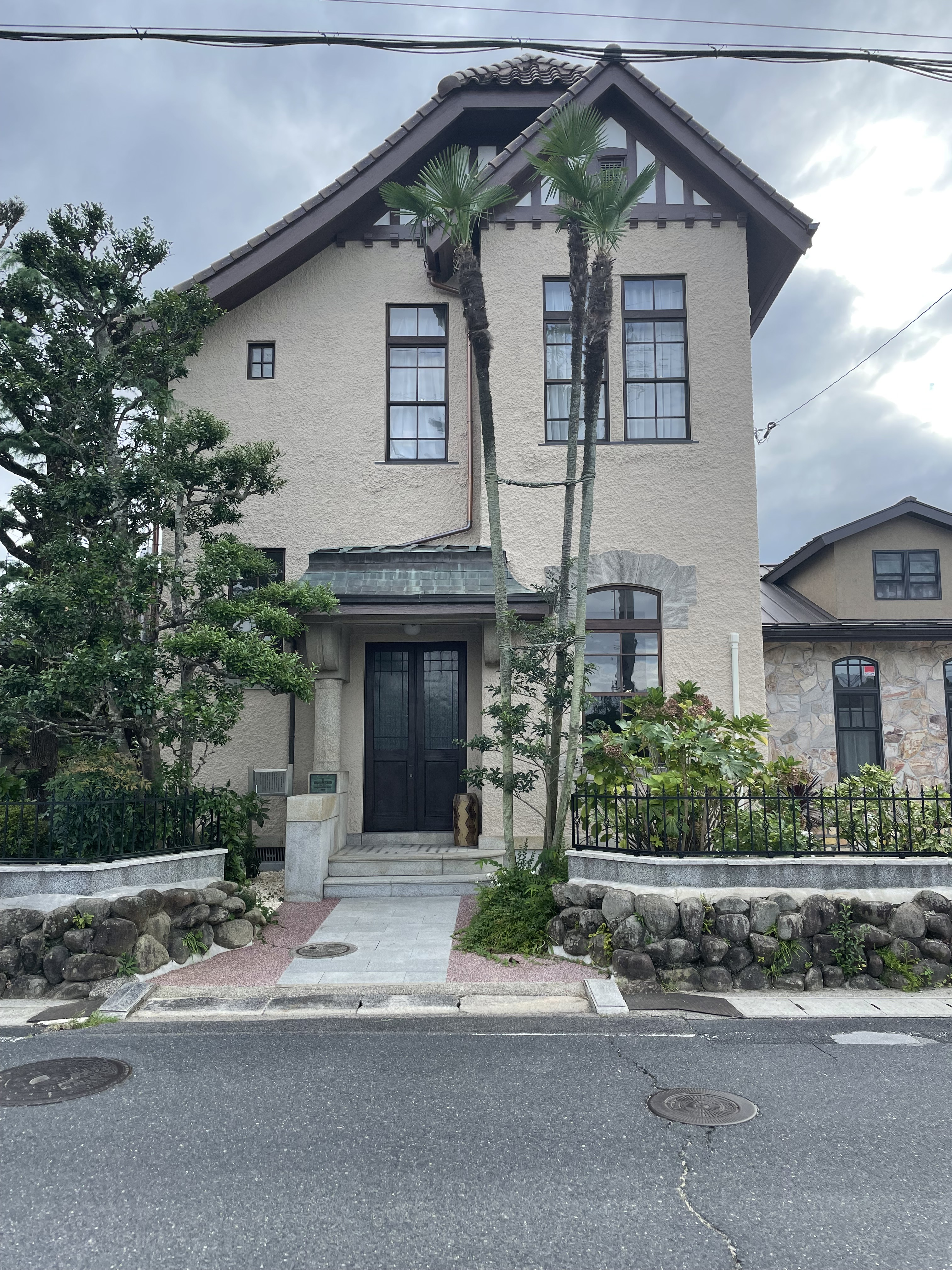
仁木家住宅　正面

仁木家住宅洋館（にきけじゅうたくようかん）は、滋賀県甲賀市甲南町深川市場にある歴史的建造物。国の登録有形文化財に登録されている。
1923年（大正12年）に神戸の大工が建てたと伝わる。
玄関の円柱と柱頭飾りの意匠が特徴的で、2階の妻壁がハーフティンバー、その他がドイツ壁としている。寄棟造と切妻造を組み合わせた洋風葺きの屋根をもつ。

## 建築概要
- 竣工 - 1923年
- 構造・規模 - 木造2階建、瓦葺、建築面積60m2[1]
- 装飾 - 洋瓦葺きの屋根、ハーフティンバーの妻壁、その他はドイツ壁、玄関の円柱と柱頭飾りの意匠が特徴的。
- 所在地 - 滋賀県甲賀市甲南町深川市場41

## アクセス
鉄道
- JR草津線甲南駅から徒歩9分

車
- 新名神高速道路甲南ICから10分